# Stenobrium angusticeps
Stenobrium angusticeps is een keversoort uit de familie boktorren (Cerambycidae). De wetenschappelijke naam van de soort is voor het eerst geldig gepubliceerd in 1893 door Kolbe.